# Skupnia

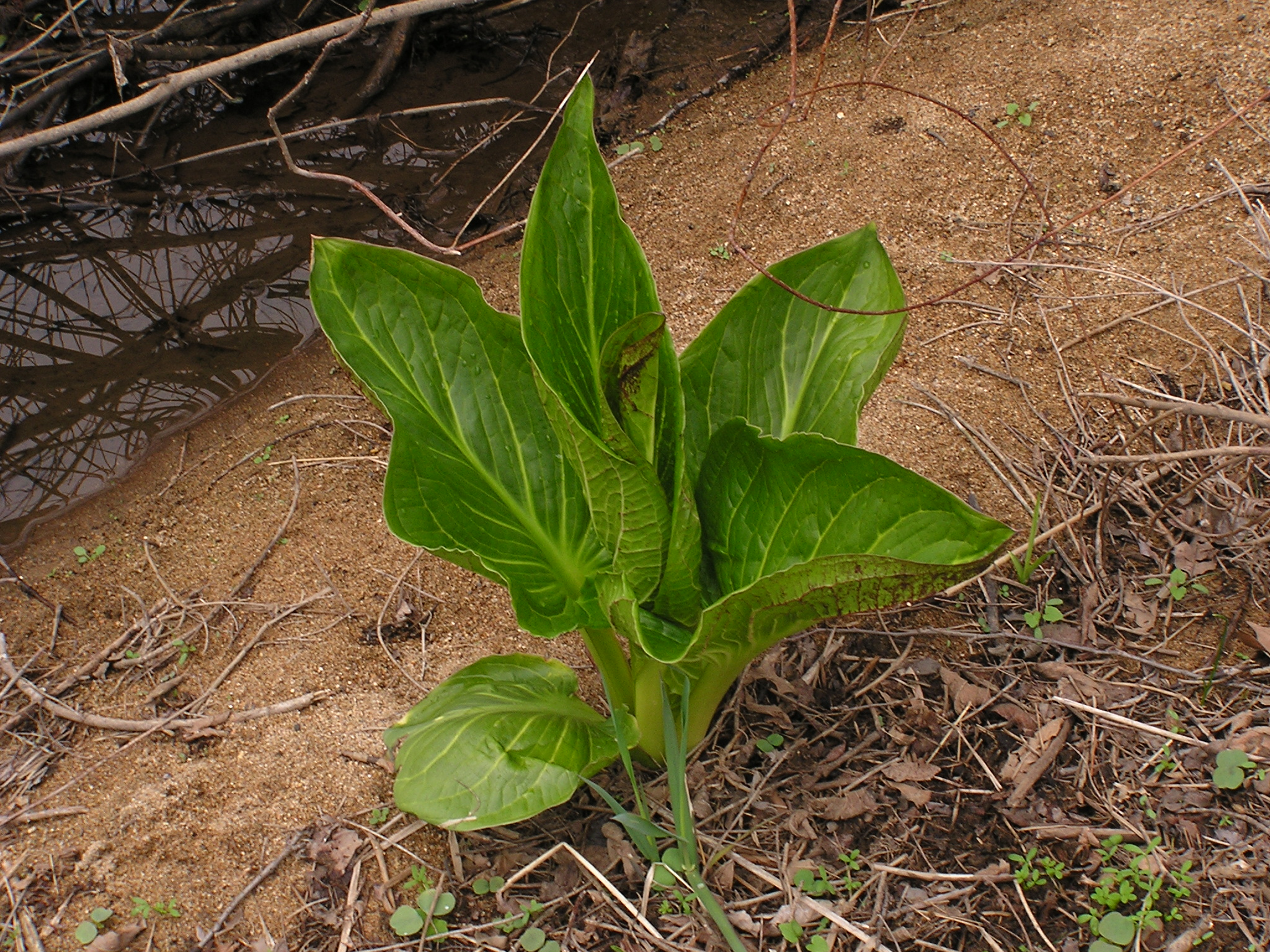
Liście Symplocarpus foetidus

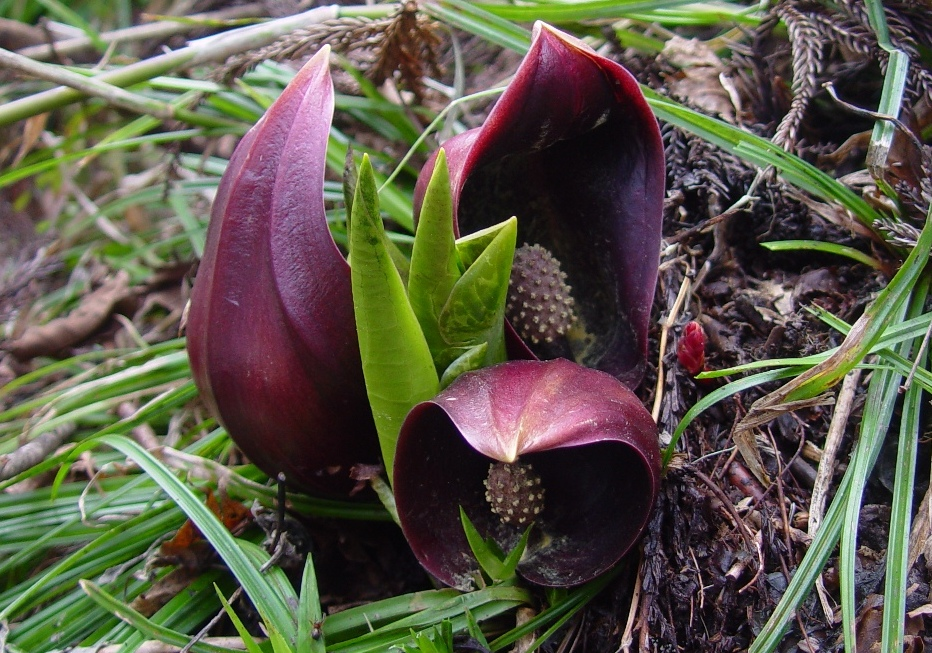
Kwiatostany Symplocarpus foetidus

Skupnia (Symplocarpus Salisb. ex Nutt.) – rodzaj roślin zielnych z rodziny obrazkowatych, obejmujący 5 gatunków występujących w rejonach klimatu umiarkowanego półkuli północnej: we wschodniej Azji, wschodniej Kanadzie oraz środkowo-północnych i wschodnich Stanach Zjednoczonych.

## Morfologia i anatomia
PokrójRośliny zielne średniej wielkości do dużych, wydzielające, po zranieniu lub uszkodzeniu, silny zapach przypominający ciecz obronną wydzielaną przez gruczoły odbytowe skunksowatych.
ŁodygaBardzo grube, wzniesione kłącze.
LiścieLiście właściwe wolne, wyrastające z wierzchołka kłącza w formie rozety. Ogonki liściowe grube, tworzące długą pochwę u nasady. Blaszki liściowe całobrzegie, podłużne do jajowatych, z sercowatą nasadą, spiczaste, z kilkoma parami nerwów bocznych, skręcających do wierzchołka, o wymiarach 10–20×7–12 cm (S. nipponicus), 30–40×30–40 cm (S. renifolius), 10–60×7–40 cm (skupnia cuchnąca).
KwiatyRośliny jednopienne. Kwiatostany, typu kolbiastego pseudancjum, wyrastają na krótkich, częściowo podziemnych szypułkach, przeważnie przed pojawieniem się liści (S. nipponicus kwitnie po wyrośnięciu liści). Pochwy kwiatostanów łódkowato-półkuliste, grube i mięsiste, ciemnofioletowe, purpurowo-brązowe, żółtawo-zielone, rzadziej zielone, plamiste, ze spiczastym wierzchołkiem tworzącym kapturek. Kolby jajowate do kulistych, osadzone na krótkim trzonku, znacznie krótsze od pochwy, gęsto pokryte kwiatami. Kwiaty obupłciowe, czterodzielne, z kapturkowato podwiniętymi listkami okwiatu, składające się z 4 pręcików o spłaszczonych nitkach i podłużnych pylnikach oraz pojedynczej, wydłużonej, osadzonej w kolbie, jednokomorowej zalążni, zawierającej pojedynczy ortotropowy zalążek, zakończonej stożkowatą i czterokątną szyjką słupka i małym znamieniem.
OwoceJednonasienne jagody osadzone w gąbczastej, kulistej kolbie o powierzchni pokrytej pozostałościami okwiatów, ciemnopurpurowo-zielone do ciemnoczerwono-brązowych. Nasiona niemal kuliste, bulwkopodobne, nagie, bez bielma.

## Biologia i ekologia
RozwójWieloletnie rośliny naziemnopączkowe, kwitnące od lutego do kwietnia, często jeszcze w czasie zalegania śniegu. Kwiatostany rozwijają się latem poprzedniego roku, dlatego rośliny mogą kwitnąć zimą w okresie każdej ponadprzeciętnie ciepłej pogody. W czasie kwitnienia rośliny, wykorzystując termogenezę, podnoszą temperaturę kwiatostanu nawet o 25 °C powyżej temperatury otoczenia, wystarczająco do roztopienia śniegu wokół roślin. Kwiaty skupni są owadopylne, zapylane przez muchówki, chrząszcze, błonkoskrzydłe i pluskwiaki, oraz prawdopodobnie wiatropylne. Owoce dojrzewają we wrześniu. Rośliny są długowieczne, znane są egzemplarze ponad stuletnie.
SiedliskoBagna, brzegi strumieni i inne tereny podmokłe lub zalewowe, na wysokości od 0 do 1100 m n.p.m.
Cechy fitochemiczneWszystkie części skupni zawierają kryształy szczawianu wapnia. W liściach Symplocarpus renifolius obecne są flawonoidy: kempferol-3-O-β-D-glukopiranozyl-(1→2)-β-D-glukopiranozyl-7-O-β-D-glukopiranozyd, quercetyn-3-O-β-D-glukopiranozy-l-(1→2)-β-D-glukopiranozyd, quercetyn-3-O-β-D-glukopiranozyl-(1→2)-β-D-glukopiranozyl-7-O-β-D-glukopiranozyd, izoramnetyna-3-O-β-D-glukopiranozyl-(1→2)-β-D-glukopiranozyl-7-O-β-D-glukopiranozyd, quercetyn-3-O-β-D-glukopiranozyl-(1→2)-β-D-glukopiranozyl-7-O-(6IIII-trans-kawoil)-β-D-glukopiranozyd oraz kwas kawowy.
GenetykaLiczba chromosomów 2n = 60.

## Systematyka
Pozycja rodzaju według Angiosperm Phylogeny Website (aktualizowany system APG IV z 2016)Należy do podrodziny Orontioideae, rodziny obrazkowatych (Araceae), rzędu żabieńcowców (Alismatales) w kladzie jednoliściennych (ang. monocots).
Gatunki i ich rozmieszczenie geograficzne
- Symplocarpus egorovii N.S.Pavlova & V.A.Nechaev – Kraj Nadmorski na dalekim wschodzie Rosji
- Symplocarpus foetidus (L.) Salisb. ex W.Barton – skupnia cuchnąca – wschodnia Kanada, wschodnie i środkowo-północne Stany Zjednoczone
- Symplocarpus nabekuraensis Otsuka & K.Inoue – góra Nebekura w środkowej Japonii
- Symplocarpus nipponicus Makino – Mandżuria, Korea, środkowa i północna Japonia
- Symplocarpus renifolius Schott ex Tzvelev – Chabarowsk, Wyspy Kurylskie, Kraj Nadmorski, Sachalin, Mandżuria, Korea i Japonia

## Nazewnictwo
Toponimia nazwy naukowejNazwa naukowa rodzaju pochodzi od greckich słów σύμπλοκος (symplokos – kompleks) i καρπός (karpos – owoc) i odnosi się do owocostanu skupni.
Nazwy zwyczajoweCały rodzaj, a przede wszystkim gatunek Symplocarpus foetidus w języku angielskim określany jest mianem skunk cabbage ("kapusta skunksa"), a w języku francuskim (we frankofonicznej części Kanady) jako tabac-du-diable ("diabelski tytoń") lub chou puant (śmierdząca kapusta).

## Zagrożenie i ochrona
Skupnia cuchnąca podlega ochronie gatunkowej w amerykańskim stanie Tennessee jako gatunek zagrożony.

## Zastosowanie
Rośliny leczniczeSkupnia cuchnąca była szeroko stosowana przez rdzenną ludność Ameryki Północnej jako roślina lecznicza. W roku 1858 została uwzględniona na liście roślin leczniczych Kanady. W latach 1820–1880 była w Stanach Zjednoczonych oficjalnie zarejestrowana jako lek na choroby układu oddechowego, choroby nerwowe i reumatyzm. Liście skupni cuchnącej służą do przygotowywania kataplazmu stosowanego na opuchnięcia, bóle kończyn, reumatyzm i rany. Surowe liście tej rośliny są żute w małych ilościach przez osoby z padaczką. Nasiona i kłącze służą do przygotowywania nalewek (tinctura symplocarpi) i syropów stosowanych na choroby układu oddechowego: astmę, kaszel, gruźlicę i przeziębienie. Rośliny służą także do przygotowywania leków dla dzieci w razie robaczycy. Cienkie korzenie słupni używane są jak nitki dentystyczne w razie bólu zęba.
Rośliny jadalneKłącza i młode liście skupni cuchnącej są jadalne pod warunkiem ich wcześniejszego ugotowania. Kłącze powinno być gotowane przez 3 dni lub suszone co najmniej 5 tygodni. Woda do gotowania liści powinna być przynajmniej raz zmieniona. Roślina ma lekko pieprzowy smak. W ten sam sposób przygotowuje się liście Symplocarpus renifolius
Rośliny kosmetyczneWywar ze sproszkowanego korzenia skupni cuchnącej był używany jako dezodorant.
Rośliny magiczneIstnieje wierzenie, że skupnia cuchnąca zawinięta w niedzielę w liść laurowy staje się talizmanem przynoszącym szczęście noszącemu.
Rośliny ozdobneSkupnia cuchnąca jest rzadko uprawiana jako ciekawa ozdoba brzegów stawów lub cieków wodnych. Wymaga stale mokrego i żyznego podłoża oraz stanowiska słonecznego do półcienistego. Jest mrozoodporna (strefy mrozoodporności 3–7). Roślina ta jest trudna do rozmnażania. Możliwe jest rozmnażanie z nasion, które przed wysianiem wymagają ciepłej i zimnej stratyfikacji.

## Zobacz
- Stewia - także była nazywana skupnią